# Vojne ladje
Vojne ladje so vojaške ladje, ki so oborožene, namenjene pomorskemu bojevanju. Običajno so del oboroženih sil države. So oborožene, hitrejše, okretnejše od trgovskih ladij in lahko vzdržijo poškodbe. Za razliko od trgovskih ladij, ki nosijo tovor, vojne ladje po navadi nosijo le orožje, strelivo, in oskrbo za posadko. Vojne ladje so po navadi v lasti vojne mornarice, včasih pa so tudi v lasti posameznikov oz. podjetij.
V vojnem času je ločitev med vojnimi in trgovskimi ladjami pogosto zamegljena. Trgovske ladje so v času vojne pogosto oborožene in se uporabljajo kot pomožne vojaške ladje, tako kot npr. Q-ladje v prvi svetovni vojni in oklepne trgovske križarke v drugi svetovni vojni. 
Do 17. stoletja je bilo običajno, da so v primeru oboroženega konflikta oborožili trgovske ladje in jih uporabljali za bojevanje. Tako ni bilo nič neobičajnega, če je bila več kot polovica flote sestavljena iz trgovskih ladij. Dokler se ni grožnja piratstva v 19. stoletju polegla, je bilo oboroževanje večjih trgovskih ladij, kot so galeoni, običajna praksa. Vojne ladje so bile prav tako v uporabi za transport enot in oskrbovanje, tako v francoski vojni mornarici v 18. stoletju ali v japonski cesarski mornarici v drugi svetovni vojni.

## Zgodovina in razvoj vojnih ladij

### Prve vojne ladje
Prvi dokazi o ladjah, uporabljenih za bojevanje, segajo v antični Egipt, kjer so se uporabljale na severnem delu reke Nil za obrambo pred prebivalci Sredozemlja. Galeje, ki so najverjetneje izvirale s Krete, so prevzeli in razširili Feničani. V času Mezopotamije, antične Perzije, Fenicije, antične Grčije in antičnega Rima, so bile vojne ladje vselej galeje (bireme, triere ali kvinkvereme): dolge in ozke ladje na vesla, namenjene zaletavanju in potapljanju sovražnikovih ladij ali napadanju in poznejšemu vkrcanju z nadaljnjimi ladjami.
Razvoj katapultov v 4. stoletju pred našim štetjem in poznejše izboljšave te tehnologije so omogočile prve ladje, oborožene z oblegovalnimi napravami helenskega obdobja. V pozni antiki je bilo obleganje opuščeno in v bojih z drugimi ladjami je bila v srednjem veku uporabljena taktika galej.
- Asirska vojna ladja, birema, okrog 700 pred našim štetjem
- Trirema, vojna ladja, v uporabi v času antičnega Rima in Grčije

### Doba jadranja
V 14. stoletju je prišlo do razvoja pomorske artilerije, vendar topovi nisi postali pogosti na morju dokler jih ni bilo mogoče cevi napolniti dovolj hitro, da so bili ponovno uporabljeni v bitki. Za nošenje velikega števila topov so bile potrebne tako velike ladje, da je bil veslanje opuščeno in uveljavile so se jadrnice. Britanske fregate man-of-war so se pojavile v 16. stoletju.
Do sredine 17. stoletja so vojne ladje v baterijah nosile vse več topov in razvila se je taktika, po kateri je vsaka ladja lahko streljala iz svoje baterije v bojni liniji. Vrsta ladje man-of-war se je zdaj spremenila v linijsko ladjo. V 18. stoletju so fregate in slupi, premajhni da bi stali v bojni liniji, začeli uporabljati v spremljavi trgovskih konvojev, izvidnici za sovražnikovimi ladjami in obleganjem sovražnikove obale.
- Diagrama vojnih ladij prvega in tretjega razreda, Anglija, 1728
- Model korvete na jadra v Trianonski zbirki modelov
- Ameriška fregata na jadra  Constitution
- Ameriški slup USS Constellation leta 2012
- Desna stran britanske linijske ladje  HMS Victory

### Jeklo, para in topovski ogenj
V 19. stoletju se je na področjih pomorskega pogona, oborožitve in gradnje vojnih ladij zgodila revolucija. V drugi četrtini 19. stol. so bili vpeljani mornariški parni stroji, sprva kot pomožni pogon. Krimska vojna je dala razvoju topov dodaten zagon. Vpeljava eksplozivnih granat je kmalu vodila v vpeljavo železnega in kasneje jeklenega mornariškega oklepa za boke in palube večjih vojnih ladij. Prve železne oklepnice, francoska Gloire in britanski Warrior, so pokazale, da so lesene vojne ladje zastarele. Kovina je kmalu v celoti zamenjala les kot glavni material za gradnjo vojnih ladij.
V 50. letih 19. stol. so bojne ladje na parni pogon začele nadomeščati bojne ladje na jadra, fregate na jadra pa so zamenjale križarke na parni pogon. Spremenila se je tudi oborožitev vojnih ladij, saj je izum barbet in stolpov omogočal, da so bili topovi usmerjeni neodvisno od smeri plovbe ladje in so omogočili, da je ladja nosila manjše število večjih topov.
V 19. stol. je prišlo tudi do izuma torpeda in torpedne cevi. Majhni in hitri torpedni čolni so ponujali alternativo gradnji dragih flot bojnih ladij.
- Francoska linjska ladja Napoléon, prva bojna ladja na parni pogon.
- HMS Warrior, prva oklepnica kraljeve vojne mornarice
- Casemate oklepenica USS Cairo ' na sodobni fotografiji.
- HMS Prince Albert, pionirska ladja s stolpi, ki jo je zgradil pomorski inženir Cowper Phipps Coles.
- HMS Devastation je bila prva oklepnica, ki ni uporabljala jader in se je v celoti zanašala na svoje parne stroje.

## Tipi sodobnih vojnih ladij
- Letalonosilka - večja vojna ladja, namenjena kot plavajoče letališče
Superletalonosilke - letalonosilka z izrednimi nosilnimi in drugimi lastnostmi
Konvencionalne letalonosilke - letalonosilka, ki sprejme okoli 50 letal
Letalonosilke V/STOL - letalonosilka, ki je namenjena za letala V/STOL in/ali helikopterje
Lahka letalonosilka - letalonosilka, ki sprejme okoli 20 letal
- Bojna ladja - večja vojna ladja, opremljena z več težkimi topovi
- Križarka - večja vojna ladja, ki je primarno namenjena za napade na sovražnikove ladje
- Bojna križarka - po velikosti in oborožitvi je primerljiva z bojno ladjo, vendar ima tanjši oklep ter hitrost križarke 
Raketna križarka - križarka, ki ima za osnovno oborožitev raketno orožje
- Rušilec - večja vojna ladja, ki je namenjena za obrambo drugih vojnih ladij
Raketni rušilec - rušilec, ki ima za osnovno oborožitev raketno orožje
- Fregata - srednja vojna ladja, ki je namenjena za obrambo drugih vojnih in trgovskih ladij ter za protipodmorniško bojevanje
- Korveta - majhno, lahko oboroženo, toda hitro vojno plovilo
- Topnjača
Raketna topnjača - topnjača, ki ima za osnovno oborožitev raketno orožje
- Amfibijskodesantna ladja - ladja, ki je namenjena prevoz in izkrcanju vojakov
- Hitra patruljna ladja - vojno plovilo, namenjeno patruliranju in delovanju v priobalnem pasu, rekah oz. jezerih
- Hitri jurišni čoln - lahko vojno plovilo, ki je namenjeno delovanju v priobalnem pasu, rekah oz. jezerih
- Polagalec min - plovilo, ki polaga mine
- Minolovec - plovilo, ki uničuje/iz vode dviga mine
- Minoiskalec - plovilo ki išče mine
- Monitor - večje vojno plovilo, namenjeno patruliranju in delovanju v priobalnem pasu, rekah oz. jezerih

## Tipi vojnih ladij svetovnih vojn
- seznam vojnih ladij prve svetovne vojne
- seznam vojnih ladij druge svetovne vojne